# 南原獨孤氏
南原獨孤氏（韓語：남원 독고씨）是朝鮮半島的獨孤氏本貫，祖籍全羅北道南原市，始祖為唐代派遣至新羅後歸化當地的河南人獨孤公舜，其子孫獨孤信於高麗忠肅王時期獲封至全羅道南原，創立南原獨孤氏。